# Caranca
Caranca (Karanka en basque) est un village appartenant à la municipalité de Valdegovía dans la province d'Alava, situé dans la Communauté autonome basque en Espagne.